# استيبان بايونا
استيبان بايونا (بالإسبانية: Esteban Bayona)‏ هو لاعب كرة قدم كولومبي في مركز الهجوم، ولد في 25 نوفمبر 1983 في بوغوتا في كولومبيا. لعب مع سان أنتونيو سكوربيونز.